# Malý Dunaj

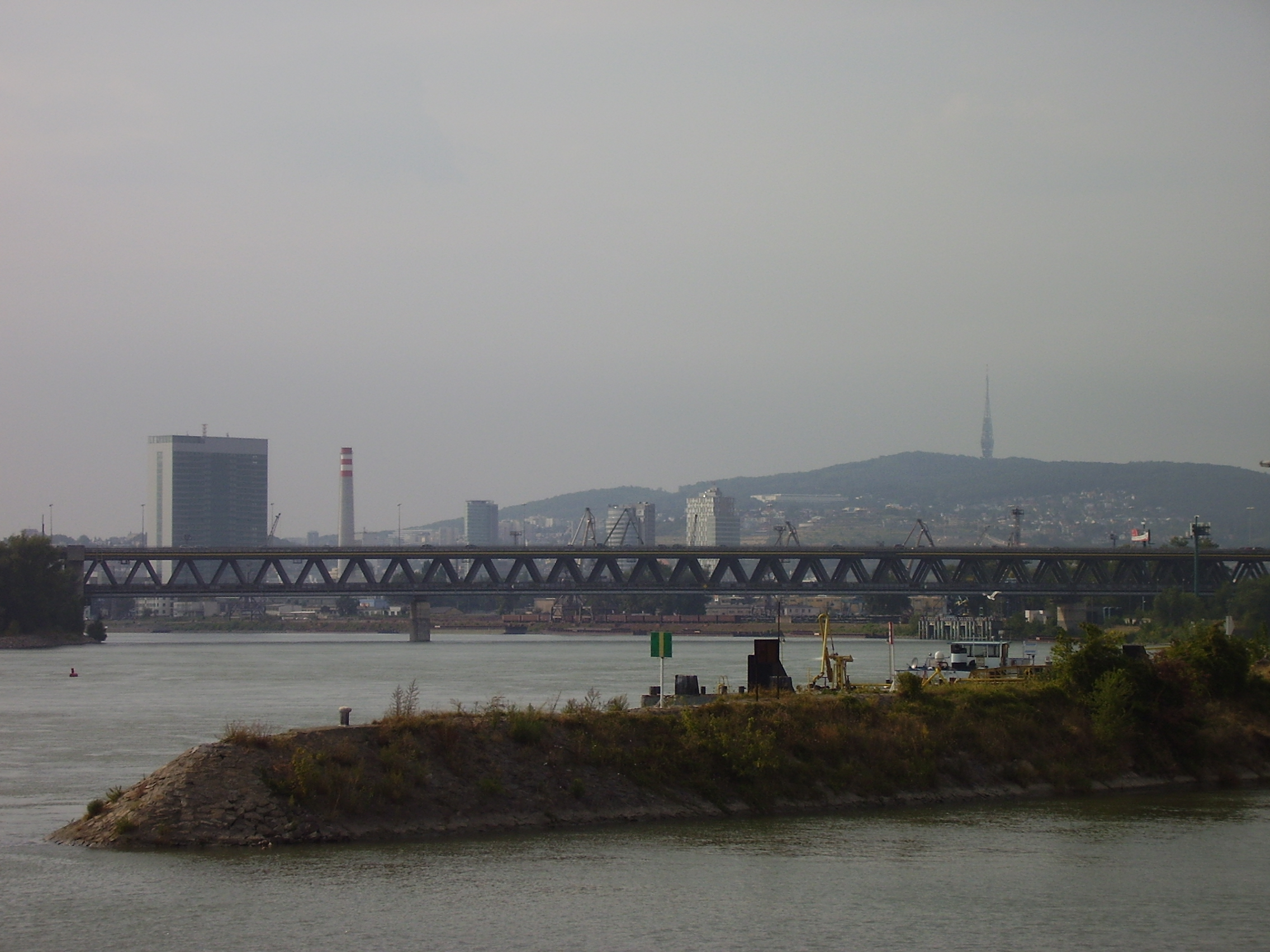
Bratislava: místo, kde se Malý Dunaj odděluje od Dunaje

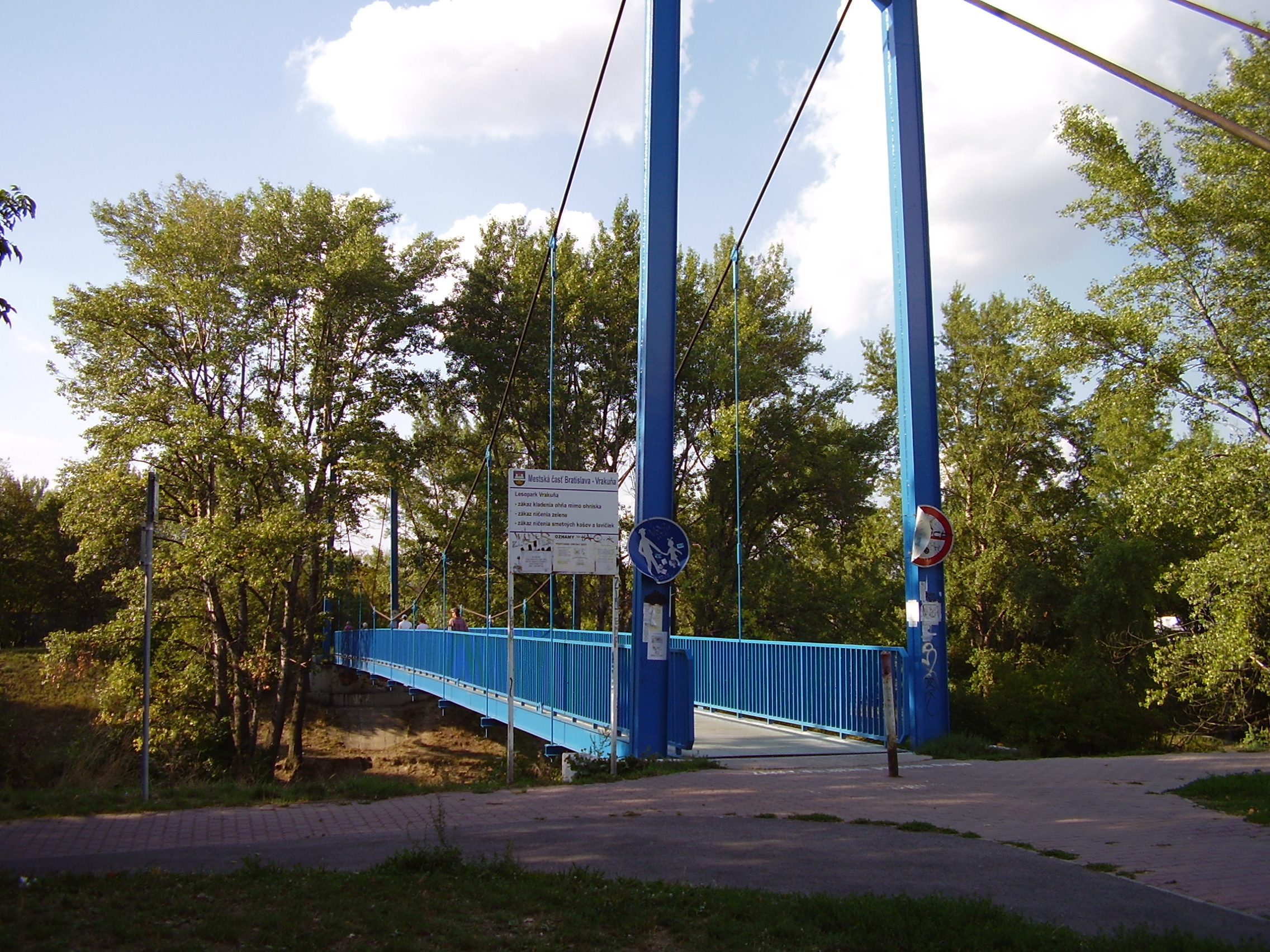
Most přes Malý Dunaj ve Vrakuni

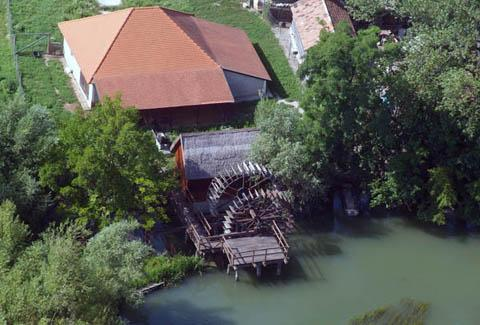
Vodní mlýn v obci Jahodná

Malý Dunaj je nížinná řeka a rameno Dunaje s délkou 128 km na jižním Slovensku. Malý Dunaj teče stálým, mírným proudem. Od hlavního toku Dunaje se odděluje za zdymadly u Slovnaftu v Bratislavě v nadmořské výšce 126 m n. m. Meandruje nížinnou krajinou. U Kolárova se vlévá do Váhu a spolu s ním u Komárna v nadmořské výšce 106,5 m n. m. do Dunaje.
Na toku leží obce Kolárovo, Vrakuňa, Most pri Bratislave, Malinovo, Zálesie, Tomášov, Jelka, Jahodná a Trstice.

## Přírodní poměry
Malý Dunaj vytváří nejrozsáhlejší říční ostrov v Evropě, Žitný ostrov, který je jednou z největších zásobáren pitné vody. Okolí Malého Dunaje tvoří povětšinou louky a pole, které jsou však od samotného toku odděleny několik desítek metrů širokým pásem lužního lesa. Do Malého Dunaje se vlévají větší přítoky Blatina, Čierna voda a Klátovské rameno. U Zálesie do Malého Dunaje ústí Šúrský kanál. Plocha povodí Malého Dunaje je 3173 km².

### Fauna
V Malém Dunaji a jeho okolí žijí několik vzácné a chráněné živočišné druhy. Z savců jsou zde zastoupeny vydra říční, nutrie říční a ondatra pižmová, z ptáků se zde vyskytují zejména labuť velká, volavka popelavá, lyska černá, čáp bílý, bukáček malý, ledňáček říční, kachna divoká. Obojživelníci, které se vyskytují v okolí Malého Dunaje, jsou zejména skokan skřehotavý a skokan zelený, z hmyzu je to kromě jiných roháč obecný. Ryby vyskytující se v toku Malého Dunaje jsou sumec velký, piskoř pruhovaný, ježdík dunajský, hrouzek běloploutvý, sekavec písečný, bolen dravý, plotice lesklá, štika obecná, jelec tloušť, jelec jesen, jelec proudník, okoun říční, karas obecný, plotice obecná, mník jednovousý.

### Flóra
Hlavními dřevinami rostoucími v okolí Malého Dunaje jsou topol černý, topol bílý, vrba křehká, vrba bílá, jasan ztepilý, pajasan žláznatý a olše lepkavá. Bohatě zastoupeny jsou také křoviny, hlavně hloh, plamének plotní, svída krvavá, brslen evropský, chmel otáčivý a břečťan popínavý. Z vodního rostlinstva jsou zastoupeny především prustka obecná, leknín bílý, stulík, vodní mor kanadský, stolístek přeslenatý, orobinec širokolistý, babelka řezanovitá, okřehek menší.

## Turistika
Malý Dunaj a jeho okolí nabízí mnoho možností na trávení volného času. Města a obce v okolí skýtají různé zajímavostí, např. zámečky a parky v obcích Malinovo a Tomášov nebo památky lidového stavitelství, které jsou reprezentovány vodními mlýny. Oblíbené je i termální koupaliště v Topoľníkách. Samotná řeka nabízí výborné možnosti po rybaření. Malý Dunaj lze také splouvat.

## Vodní mlýny na Malém Dunaji
Na Malém Dunaji se zachovaly čtyři historické vodní mlýny. V Jelce, Tomášikovu a Jahodné jsou to kolové mlýny, v Kolárově plovoucí (lodní). Na Klátovském rameni se nachází mlýn nedaleko Dunajského Klátova. Mlýny jsou přeměněny na muzea v přírodě (skanzeny).

## Vodní turistika
Malý Dunaj se dá využívat na vodní turistiku. Je vhodný i pro začátečníky či rodiny s dětmi. Výška hladiny řeky v důsledku existence vypouštěcího objektu na místě oddělení řeky z hlavního toku Dunaje téměř nekolísá. V důsledku toho je Malý Dunaj ušetřen větších záplav. Nejznámější a pravděpodobně nejnavštěvovanější tábořiště pro vodáky se nachází u kolového vodního mlýnu v Jelce, kde je několik občerstvovacích zařízení i luxusnější restaurace. Postupně však vzniká více míst, které turistům a vodákům poskytují své služby, například v Tomášově a Jahodné.

## Galerie

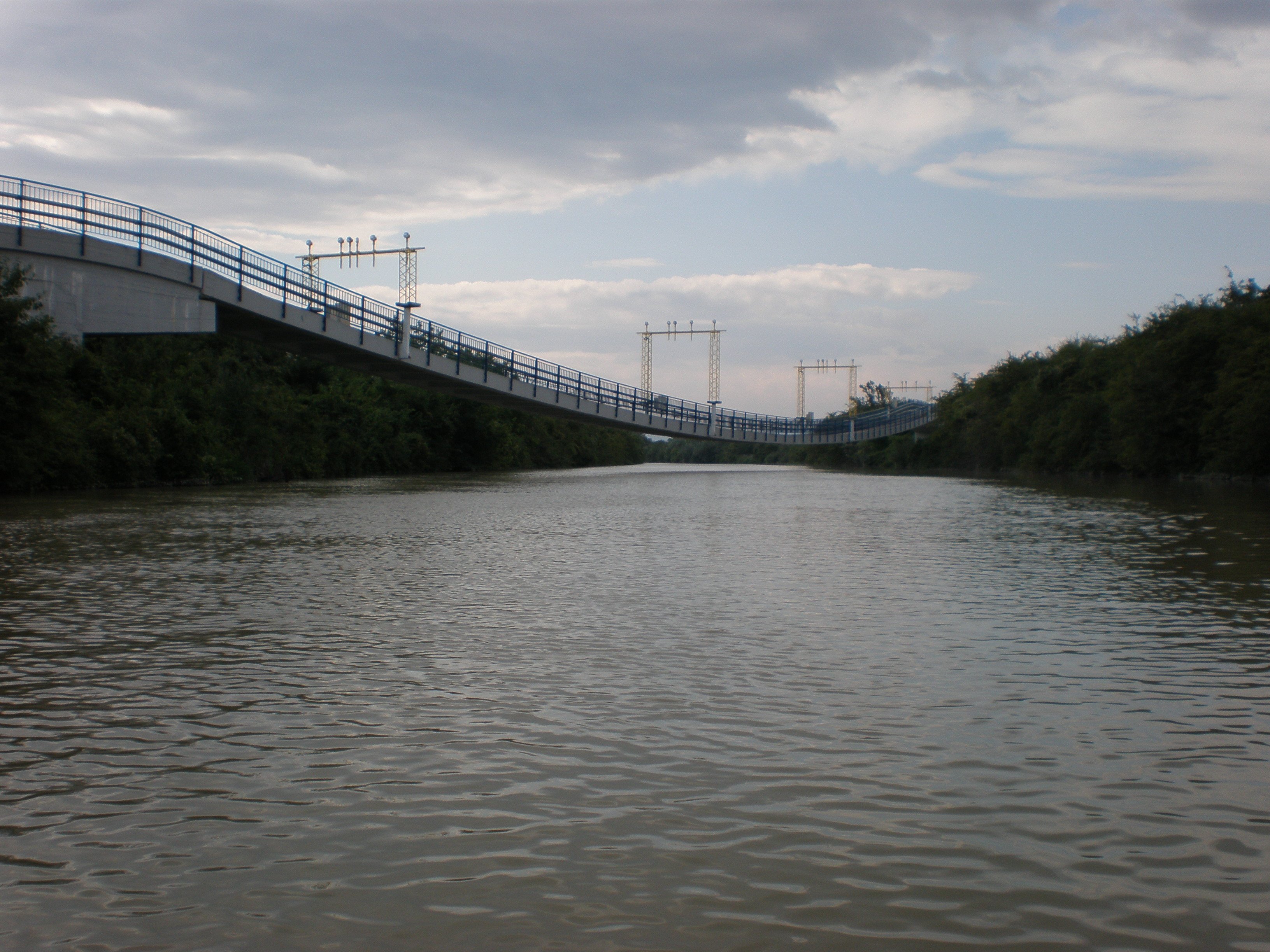
Neprůchozí most přes Malý Dunaj nesoucí letištní světla v úrovni přistávací dráhy Letiště M. R. Štefánika
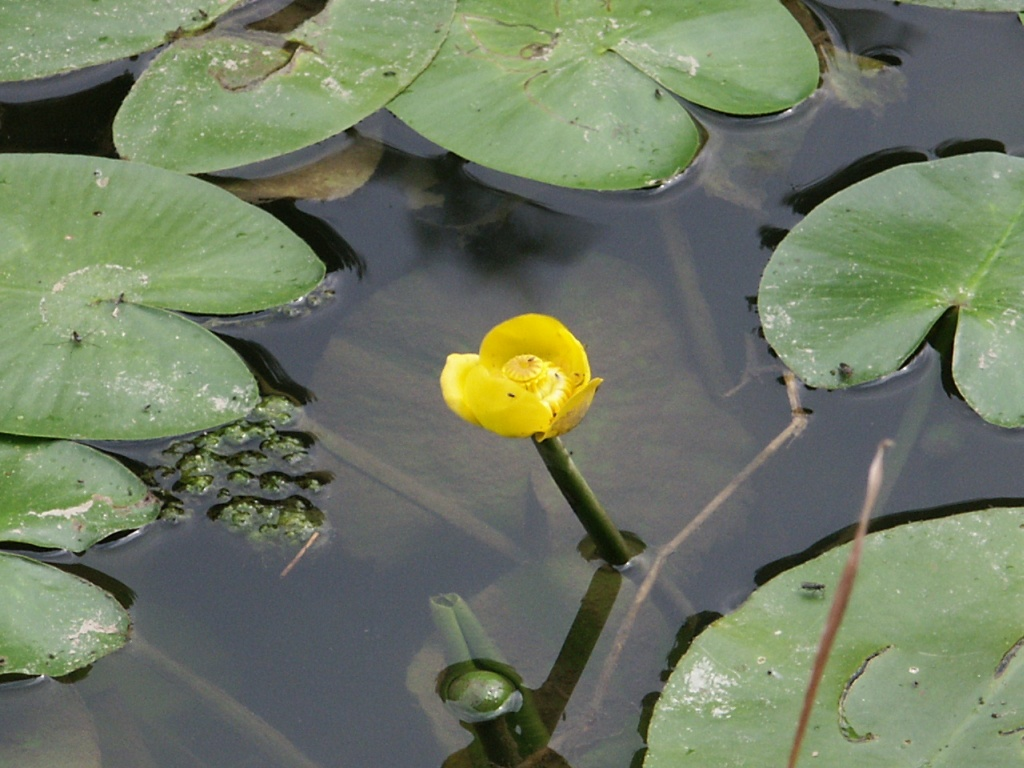
stulík žlutý
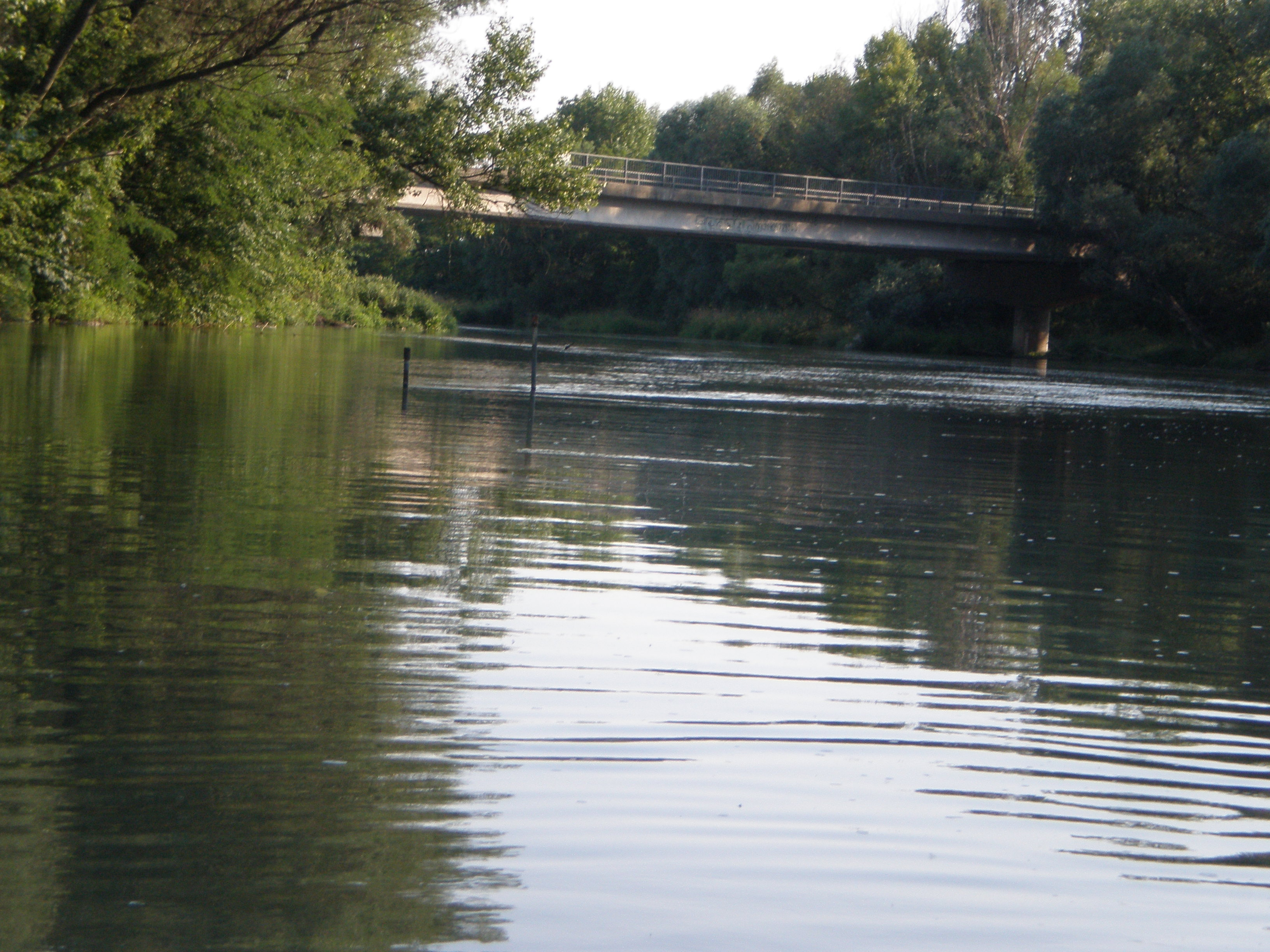
Most přes Malý Dunaj u Hurbanovy Vsi
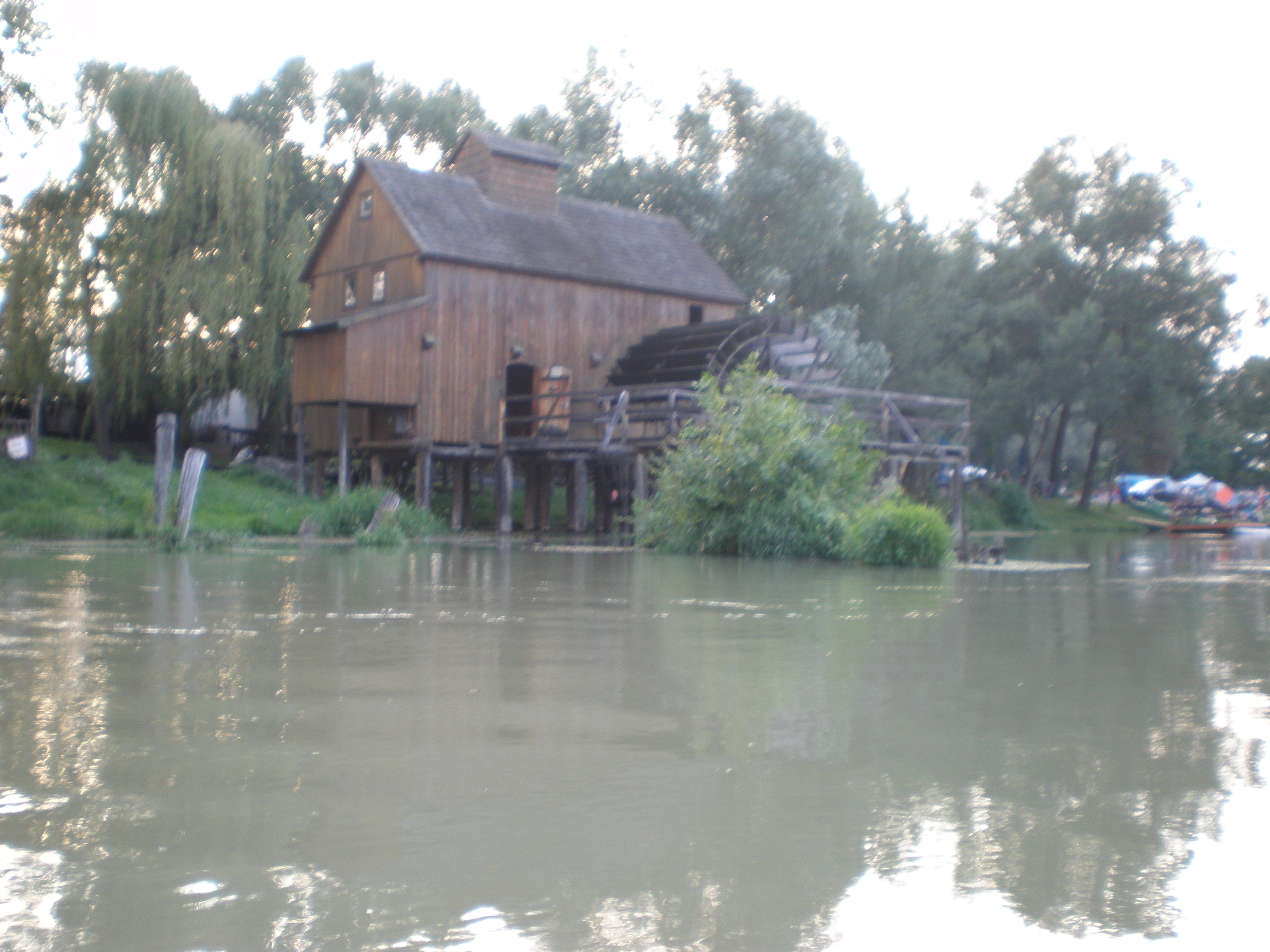
Kolový vodní mlýn a tábořiště u Jelky
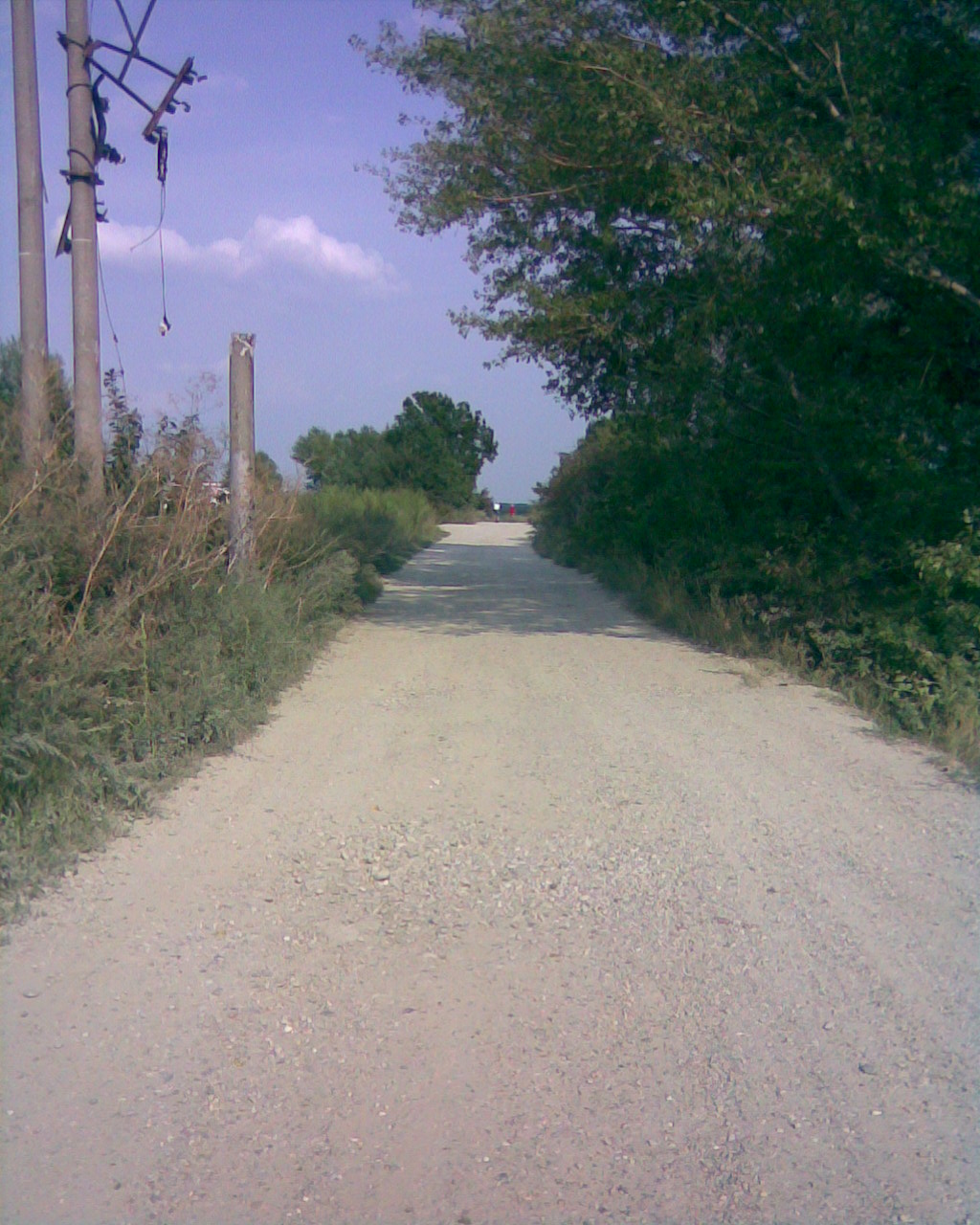
Cyklotrasa u Malého Dunaje z Bratislavy do Mostu pri Bratislave
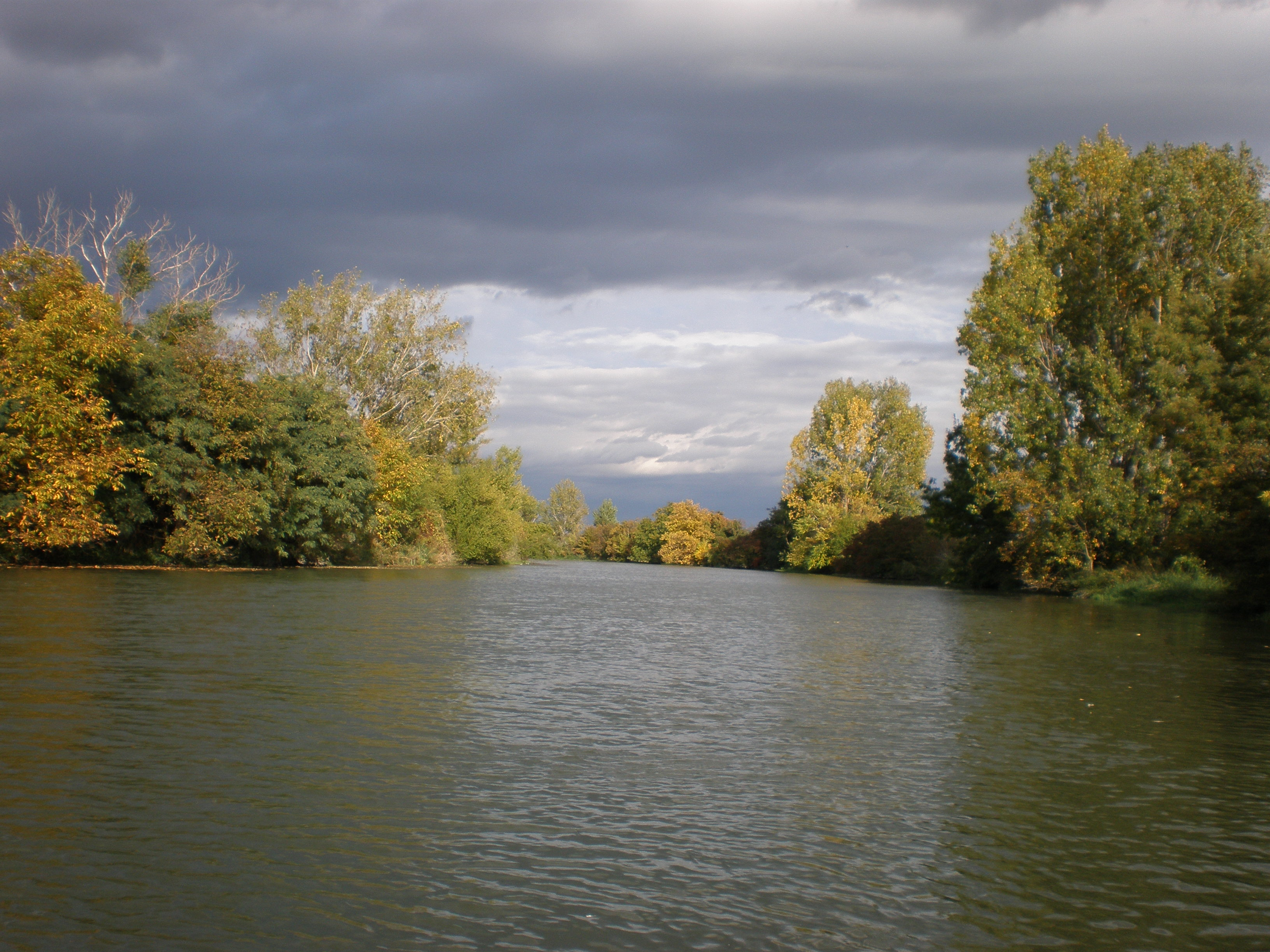
Malý Dunaj u Zálesie začátkem října